# Ligidium euxinum
Ligidium euxinum is een pissebed uit de familie Ligiidae. De wetenschappelijke naam van de soort is voor het eerst geldig gepubliceerd in 1918 door Verhoeff.